# アスレタ
アスレタ（葡: ATHLETA）は、ブラジル発祥のスポーツブランドである。現在は日本の「株式会社アスレタ」がブランドを管理している。

## 概要

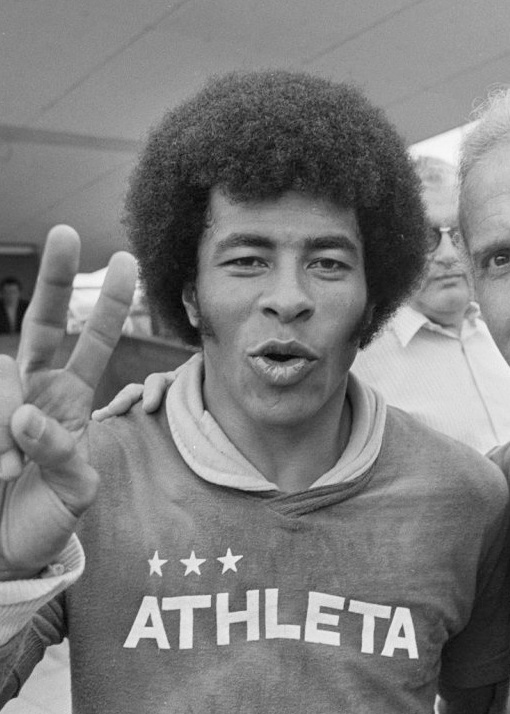
アスレタのウェアを着用するジャイルジーニョ

1935年、ブラジルのマリャリーア・サンタイザベル社により誕生。1958年、サッカーブラジル代表のオフィシャルユニホームサプライヤーとなり、1974年まで提供を続けた。その間、ブラジル代表は1958年・1962年・1970年とワールドカップで3度優勝を果たしたが、その時の優勝を示す3つ星がブランドのマークに反映されている（ロゴの最初の「A」「T」「H」の上部分に星が一つずつ配置されている）。
アディダスやナイキやプーマなどグローバル展開する企業の台頭でブラジル国内でもシェアが大幅に低下し経営に苦しむ中、日本では当時一度設立した旧日本法人が解散したものの、商標権も手放していた事もあり、フットサルシーンを中心にアスレタブランドのウェアが使われるようになった。その後再設立された日本法人（現在の「株式会社アスレタ」）はブラジル本国の創業者一族とコンタクトを取り、正式に使用許諾を得てウェアの販売を行うようになった。

## 契約選手

### フットサル
- ファルカン
- ロドリゴ（ポルトガル語版）

### ビーチサッカー
- 茂怜羅オズ

## サプライ契約チーム
全国リーグに在籍しているチームのみ記載。

### サッカー
- 東京ヴェルディ（2012年 - ）
- 栃木SC（2015年 - ）
- ブラウブリッツ秋田（2015年 - ）
- 鈴鹿ポイントゲッターズ（2015年 - ）
- FCマルヤス岡崎（2019年 - ）
- 高知ユナイテッドSC（2022年 - ）
- アスルクラロ沼津（2025年 - ）

### 女子サッカー
- 日テレ・ベレーザ（2012年 - ）
- 岡山湯郷Belle（2018年 - 2020年、2022年 - ）
- オルカ鴨川FC（2019年 - ）

### フットサル
- ペスカドーラ町田（2008年 - ）
- バサジィ大分（2008年 - [2]）
- デウソン神戸

### 過去に契約していたチーム

#### サッカー
- アビスパ福岡（2015年 - 2017年）
- ヴァンラーレ八戸（2015年 - 2020年）
- カマタマーレ讃岐（2014年 - 2022年）

## 系列ブランド
- ATHLETA classico（アスレタ・クラシコ）
- BomBR（ボンビーアール）
- PANTANAL（パンタナール）